# Kiwa (geslacht)
Kiwa is een geslacht van kreeftachtigen uit de klasse van de Malacostraca (hogere kreeftachtigen).

## Soorten
- Kiwa araonae Lee, Lee & Won, 2016
- Kiwa hirsuta Macpherson, Jones & Segonzac, 2005
- Kiwa puravida Thurber, Jones & Schnabel, 2011
- Kiwa tyleri Thatje, 2015